# アストン・バレット
アストン・バレット（Aston Barrett, 1946年11月22日 - 2024年2月3日）、本名アストン・フランシス・バレット（Aston Francis Barrett）は、ジャマイカ、キングストン市生まれのレゲエベース奏者。ボブ・マーリー&ザ・ウェイラーズで演奏したバレット兄弟の一人（もう一方はドラムスのカールトン・バレット）。愛称はファミリーマン (Family Man) で、さまざまな女性との間に52人の子供ができたために呼ばれている。
彼は、レゲエにおけるベースの旋律の役割を確立させた第一人者である。1969年からボブ・マーリーが死ぬ1981年の間、カールトン・バレットともにレコーディングとライブ演奏で現在のレゲエに欠かせない基本的なリズムパターンを発明した。また、バーニング・スピアからポップスのジョン・デンバーまで、幅広いアーティストと一緒に演奏した。
ローリング・ストーン誌が選んだ「史上最高のベーシスト50選」で第28位に選ばれている。

## 略歴
アストン・バレットは最初、「ヒッピー・ボーイズ」 (The Hippy Boys) というバンドでギターを弾いていた。1960年代後半に、リー・ペリーに誘われてアップセッターズに加入する。1969年にアップセッターズは 「リターン・オブ・ジャンゴ」 (Return of Django) をイギリスでヒットさせる。同年、リー・ペリーがプロデュースしたボブ・マーリー＆ザ・ウェイラーズにも参加し、「ダピー・カンカラー」 (Duppy Conquerer) 、「ソウル・レベル」 (Soul Rebel) 、「スモール・アクス」 (Small Axe) といったシングルを録音する。
リー・ペリーの元を離れた1971年以降は、ウェイラーズの一員として活躍した。ルーツロックレゲエの隆盛とともに、アップセッターズの頃には見られなかったより複雑なベースラインへと進化していき、ボブ・マーリーの曲の印象をより強靭で野性的なものにした。
ラスタファリアンでもあるバレットは2024年2月3日に米国フロリダ州のマイアミ大学病院で死去。77歳没  。